# 黄海色雷西蛤
黄海色雷西蛤（学名：Asthenothaerus huanghaiensis），是笋螂目色雷西蛤科Asthenothaerus属的一种。主要分布于中国大陆，常栖息在水深40-80米粉质软泥中。